# مسجد الميناء (الغردقة)
مسجد الميناء هو أحد أشهر مساجد مدينة الغردقة. افتتح في عام 2012 وأقيم على مساحة 8 آلاف متر بتكلف 20 مليون جنيه ويقع على البحر مباشرة ويتسع لحوالي 10 آلاف مصلي، ويضم مئذنتين شاهقتين، و25 قبة، وقاعة للمناسبات وأخرى للمحاضرات.

## معرض صور

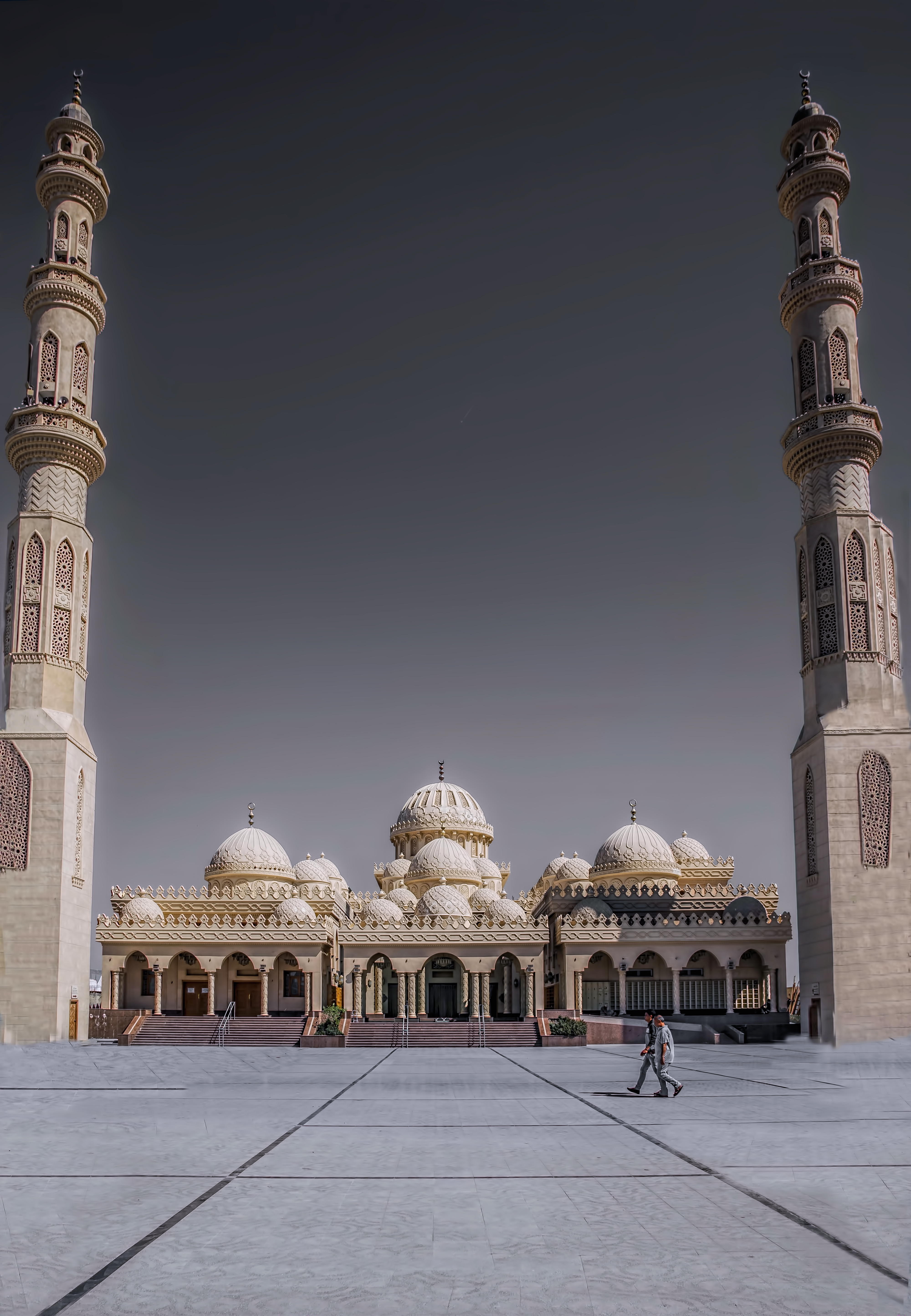
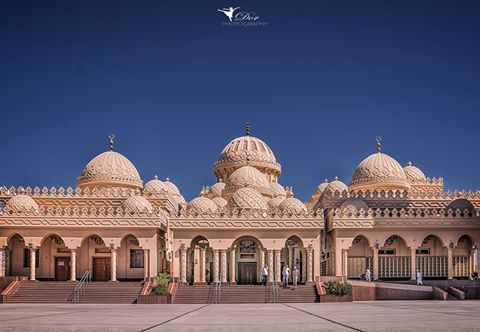
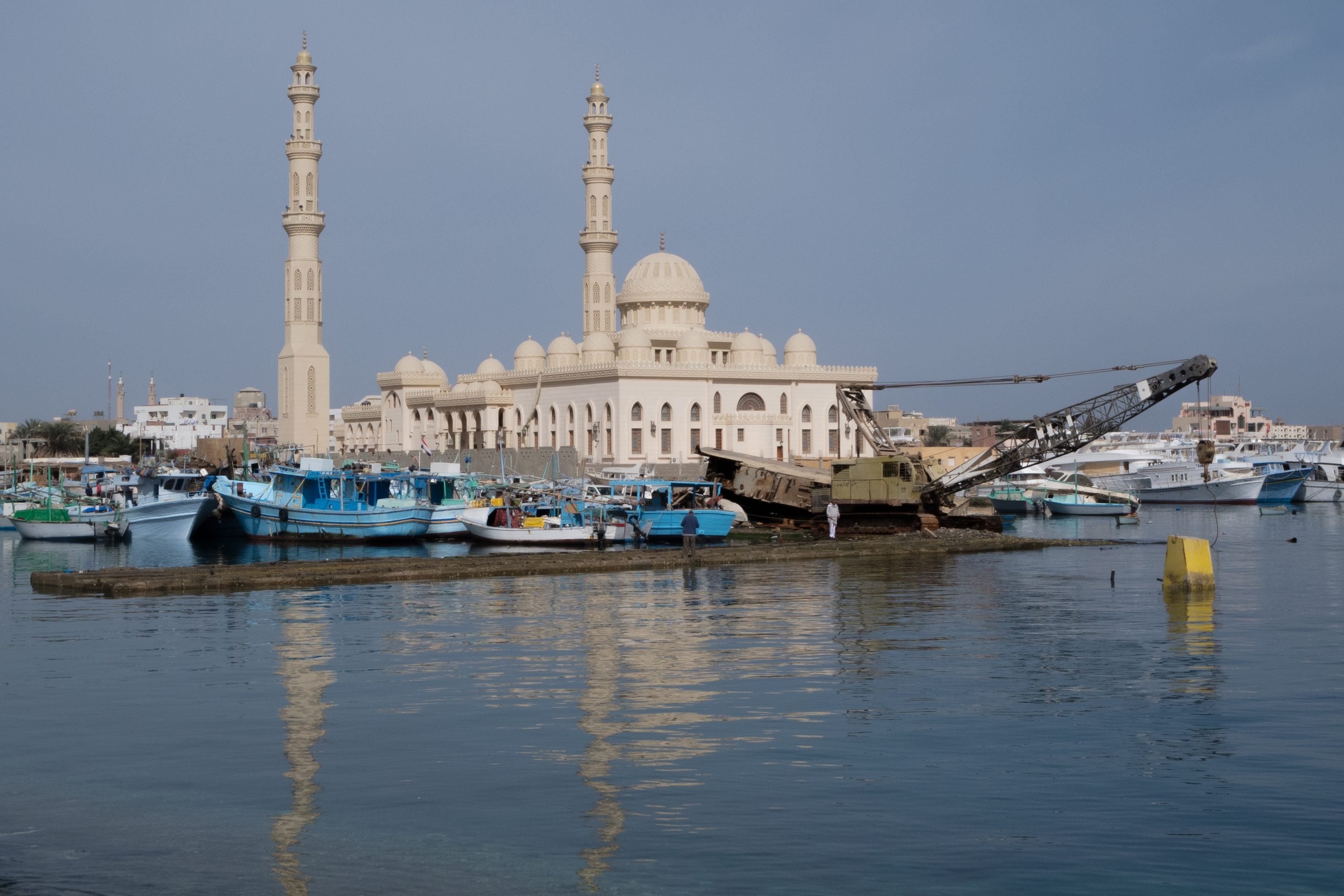
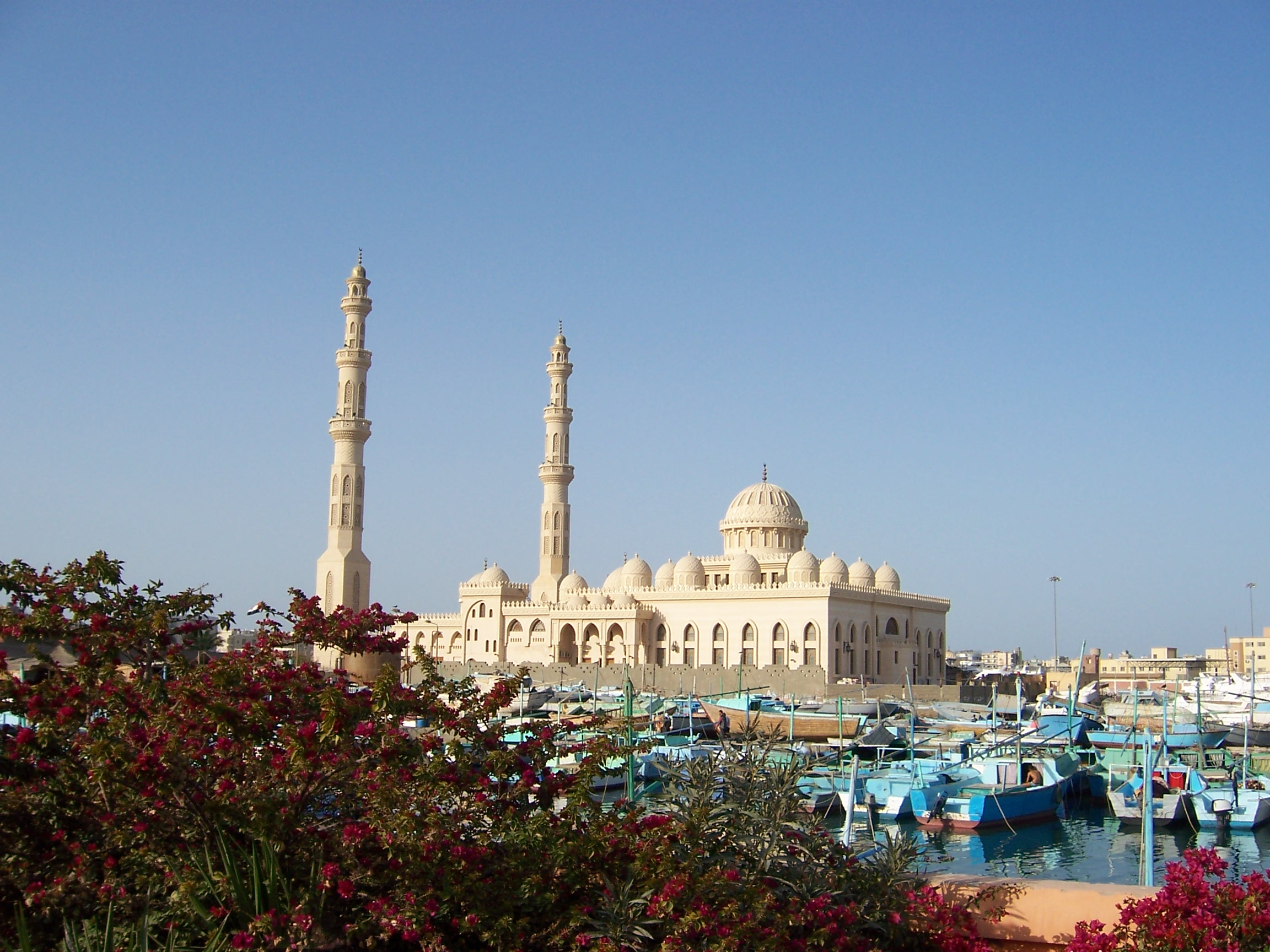
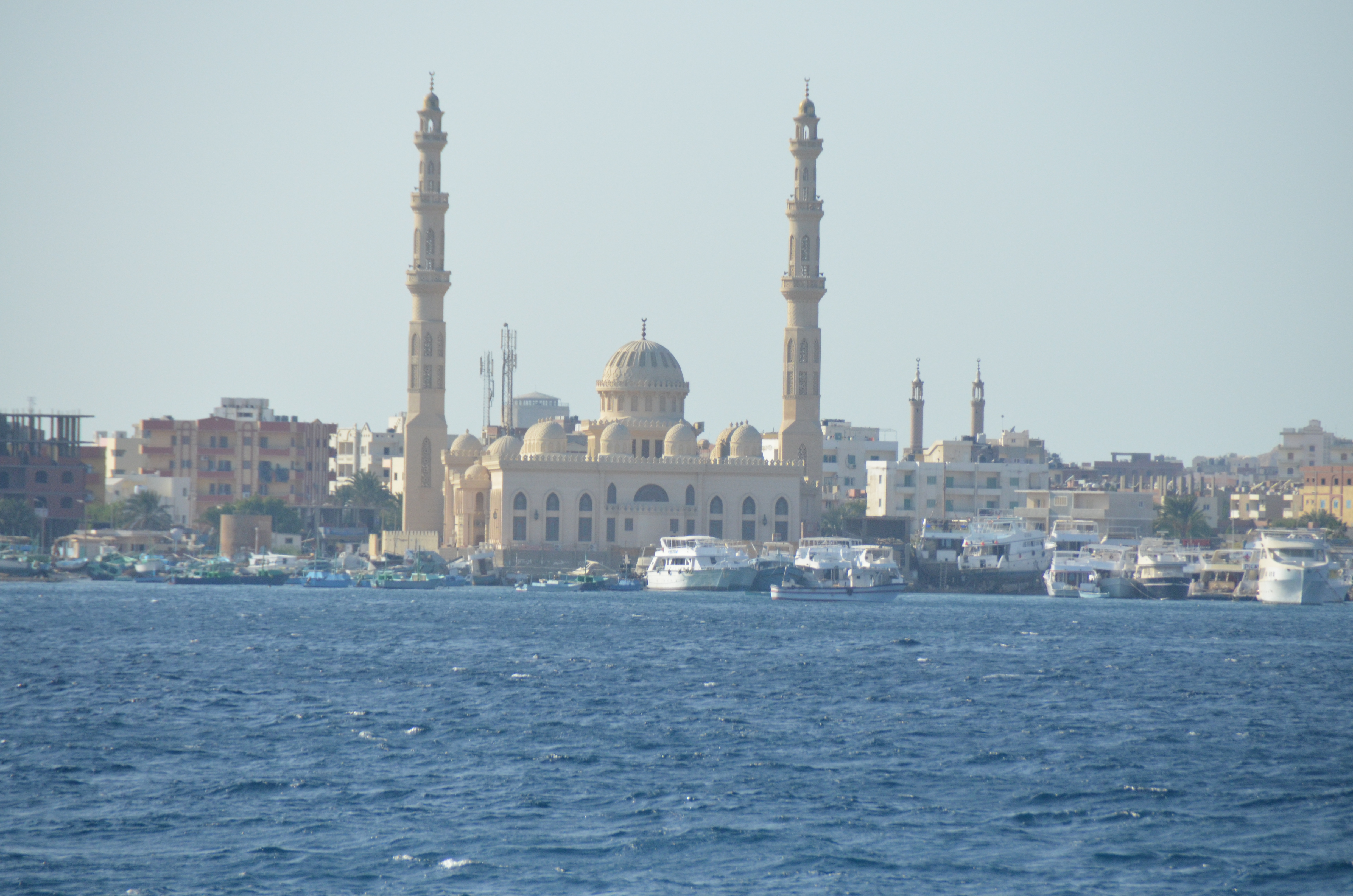
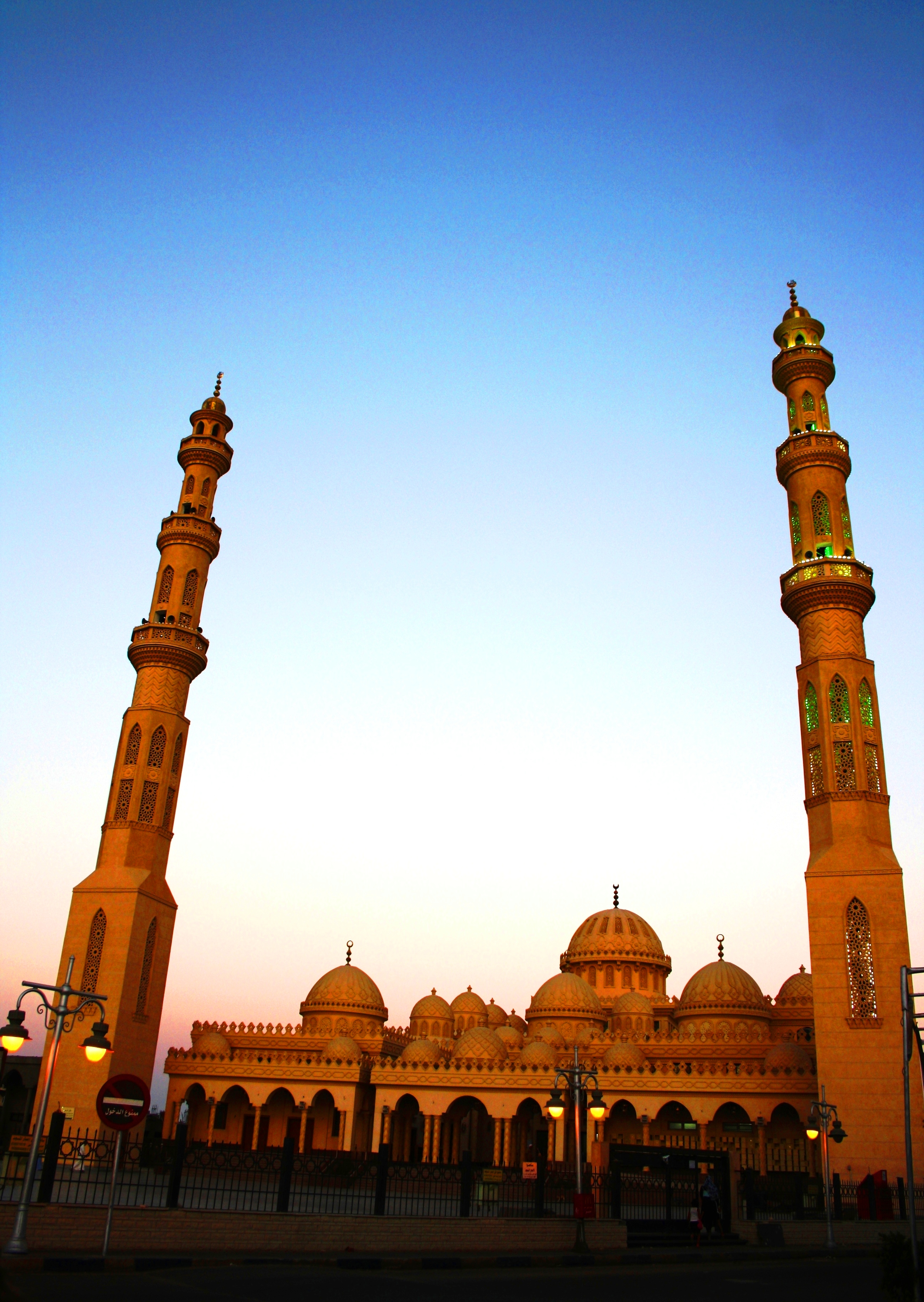
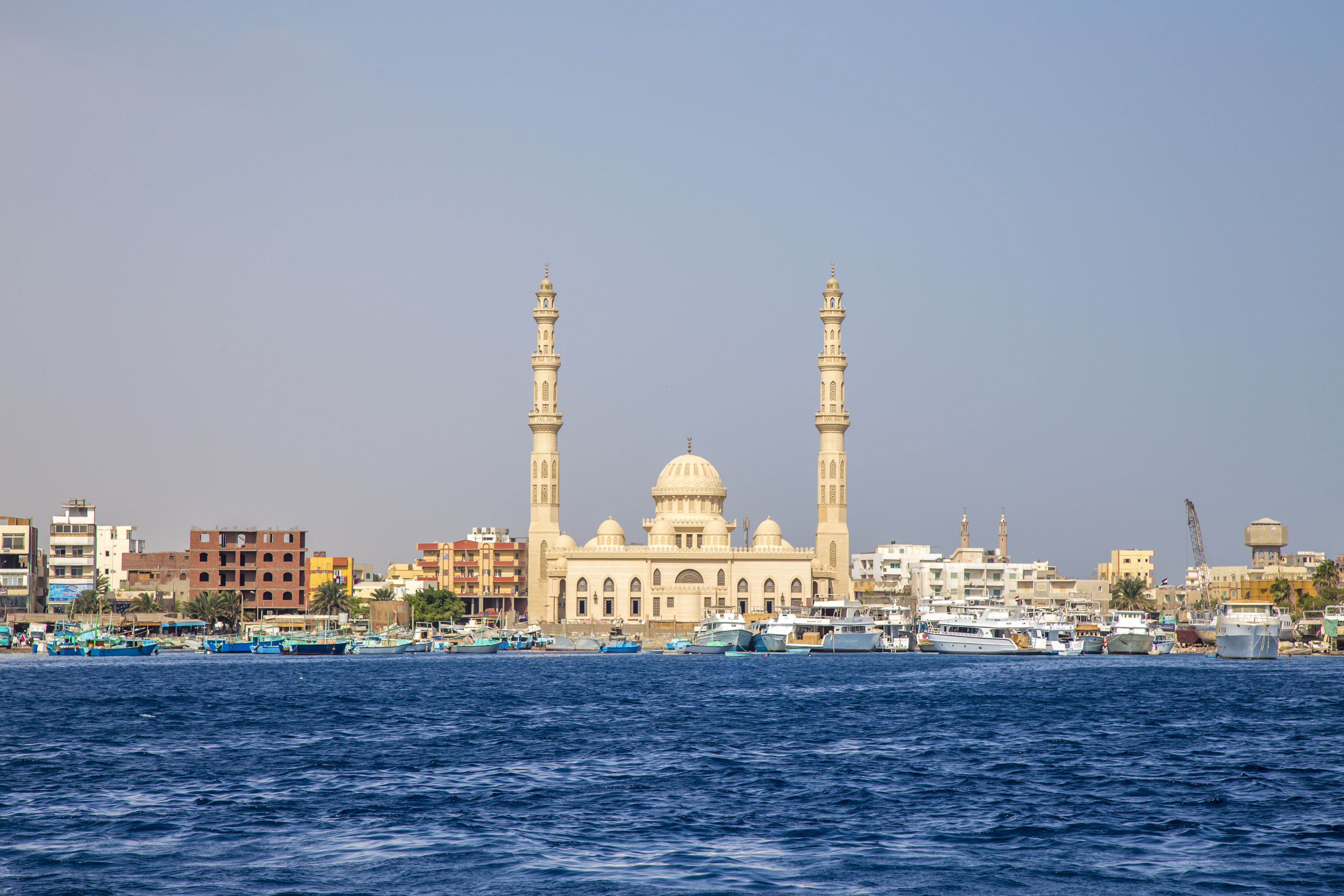
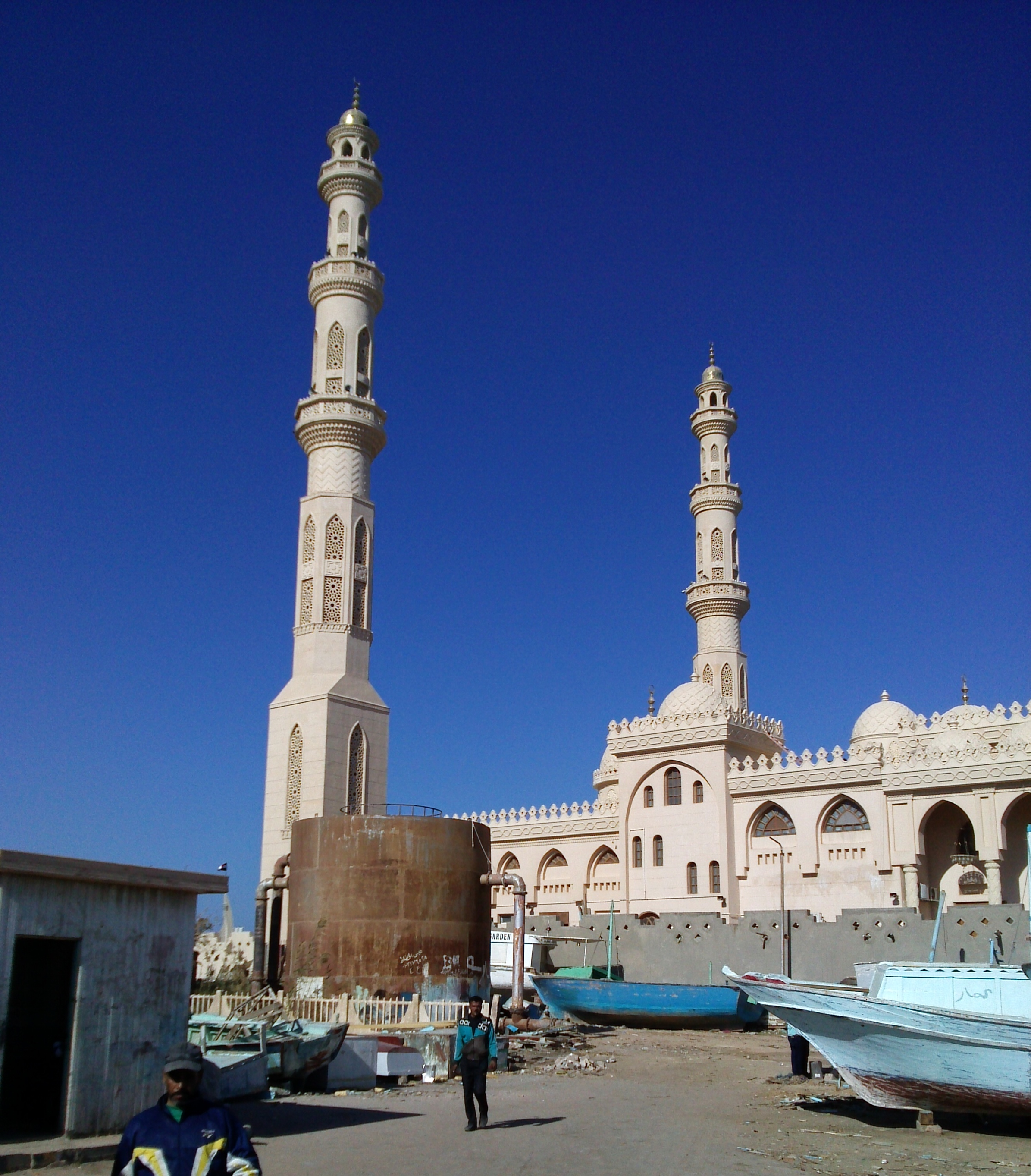
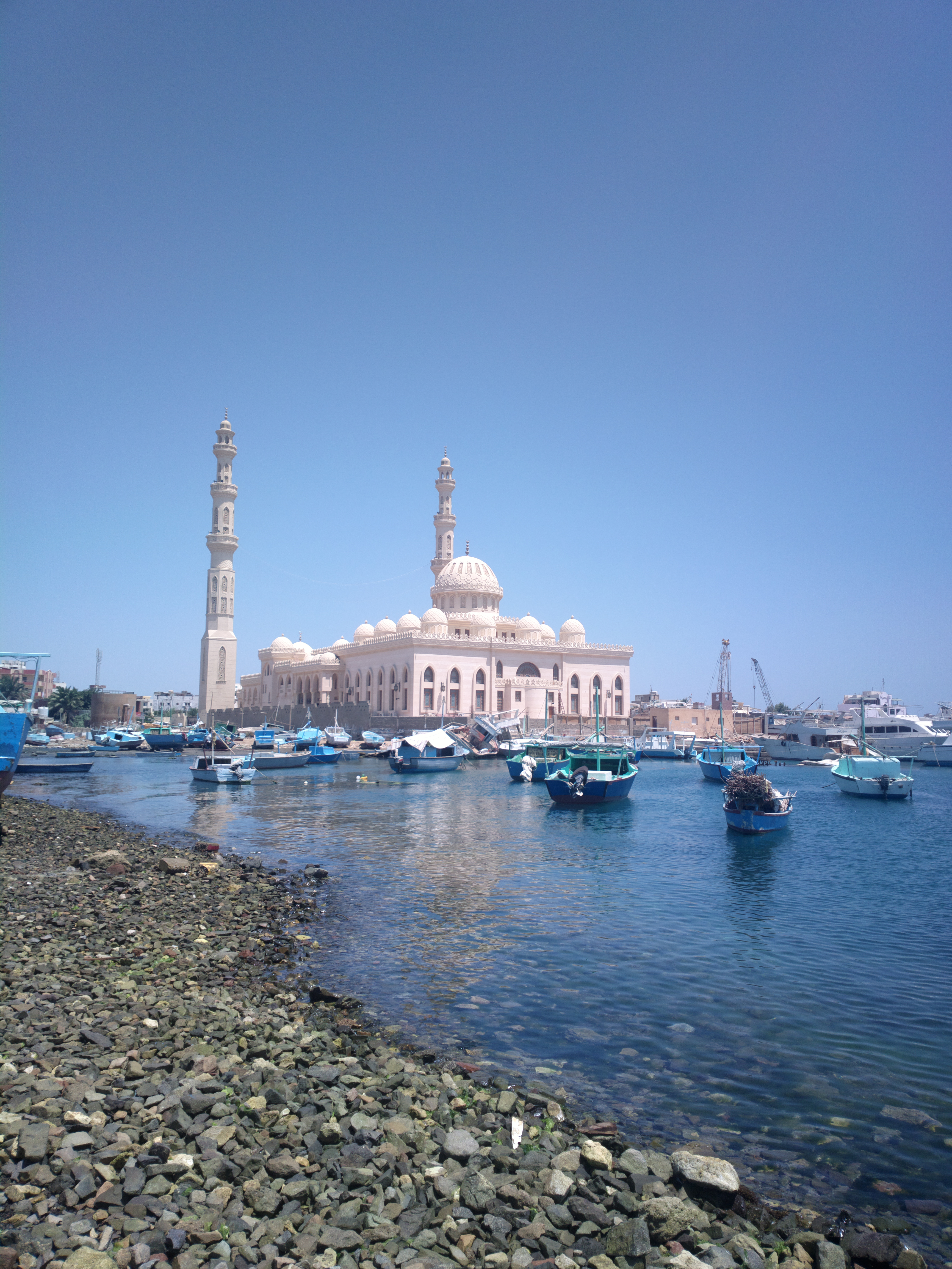
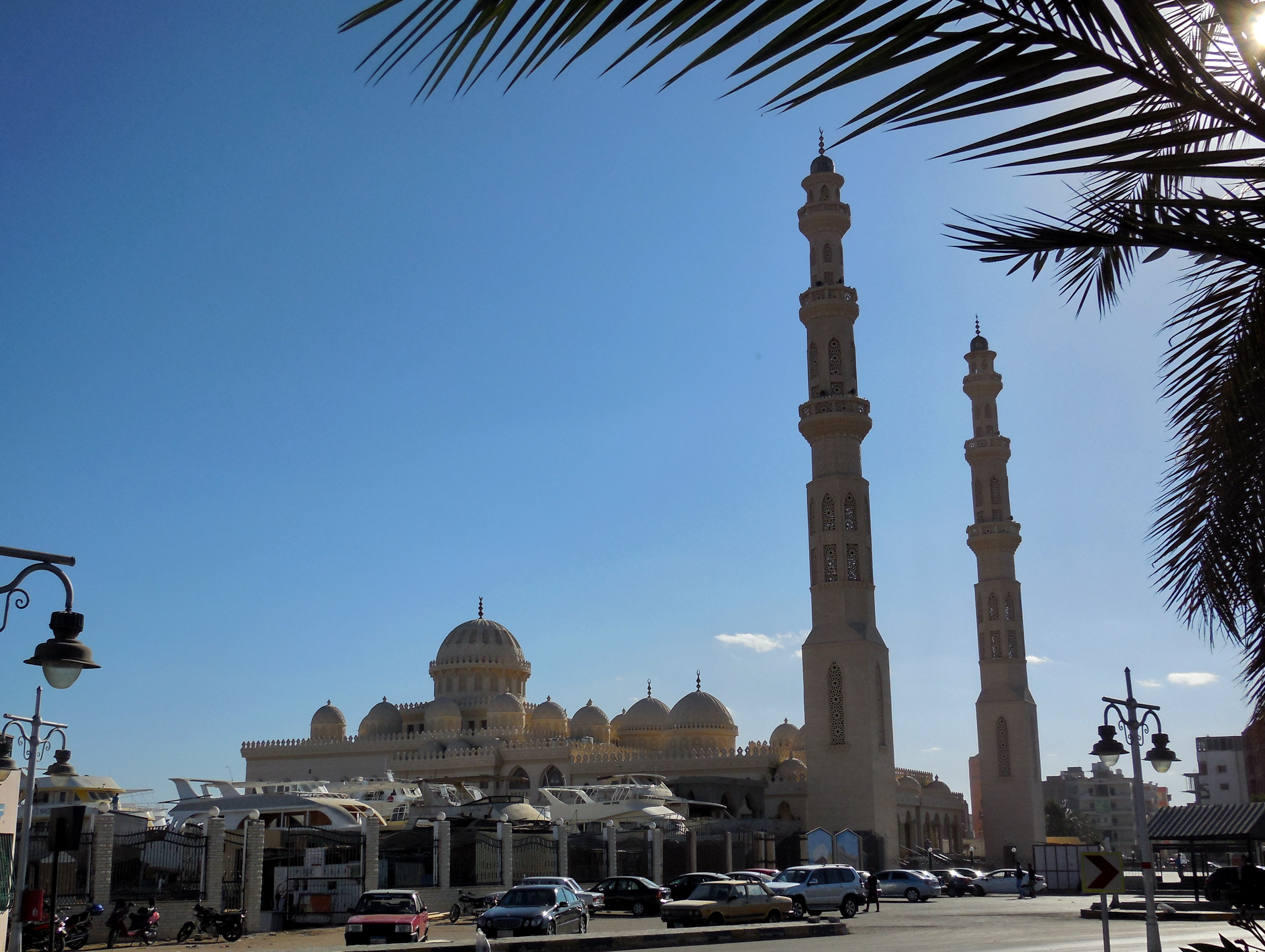
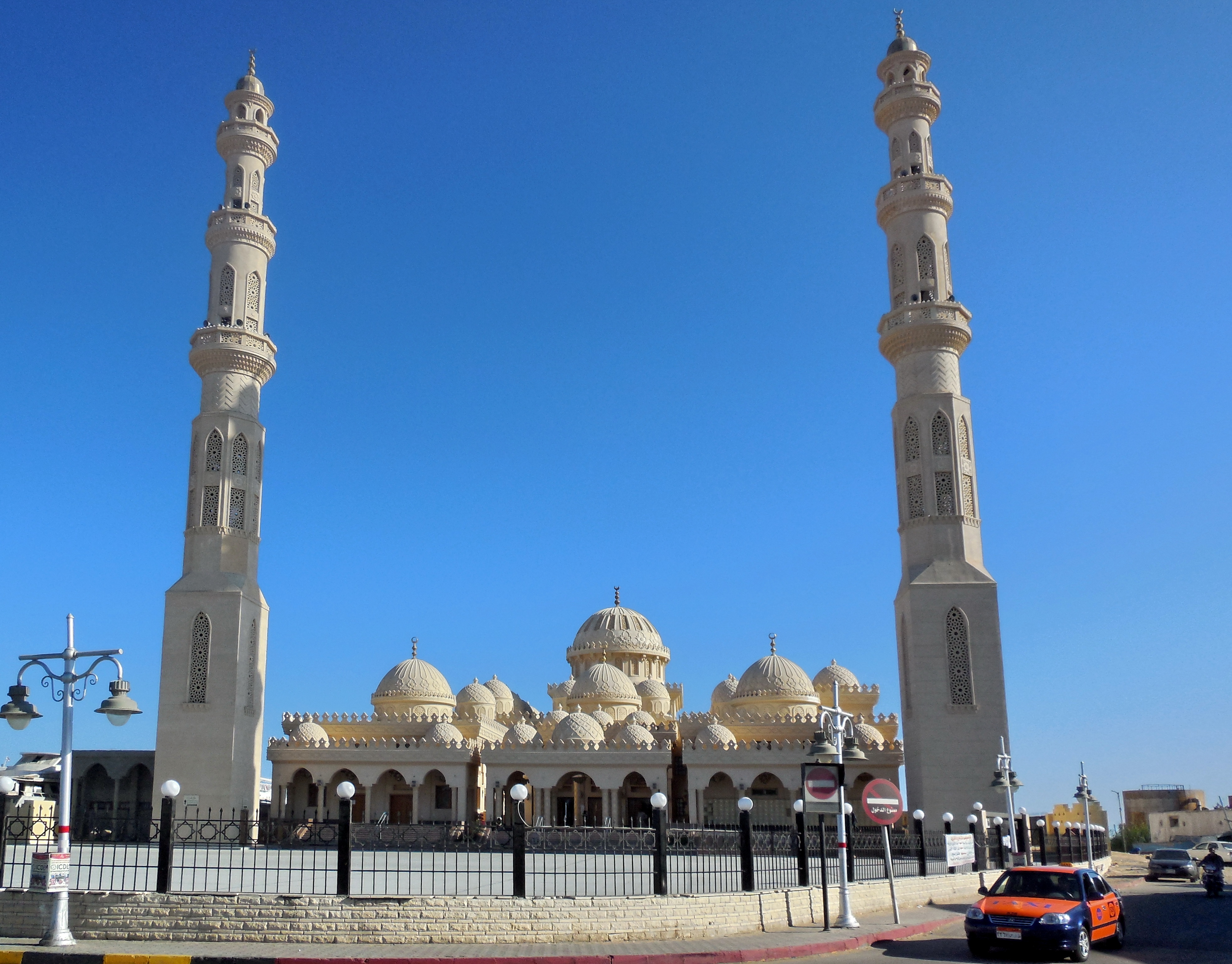
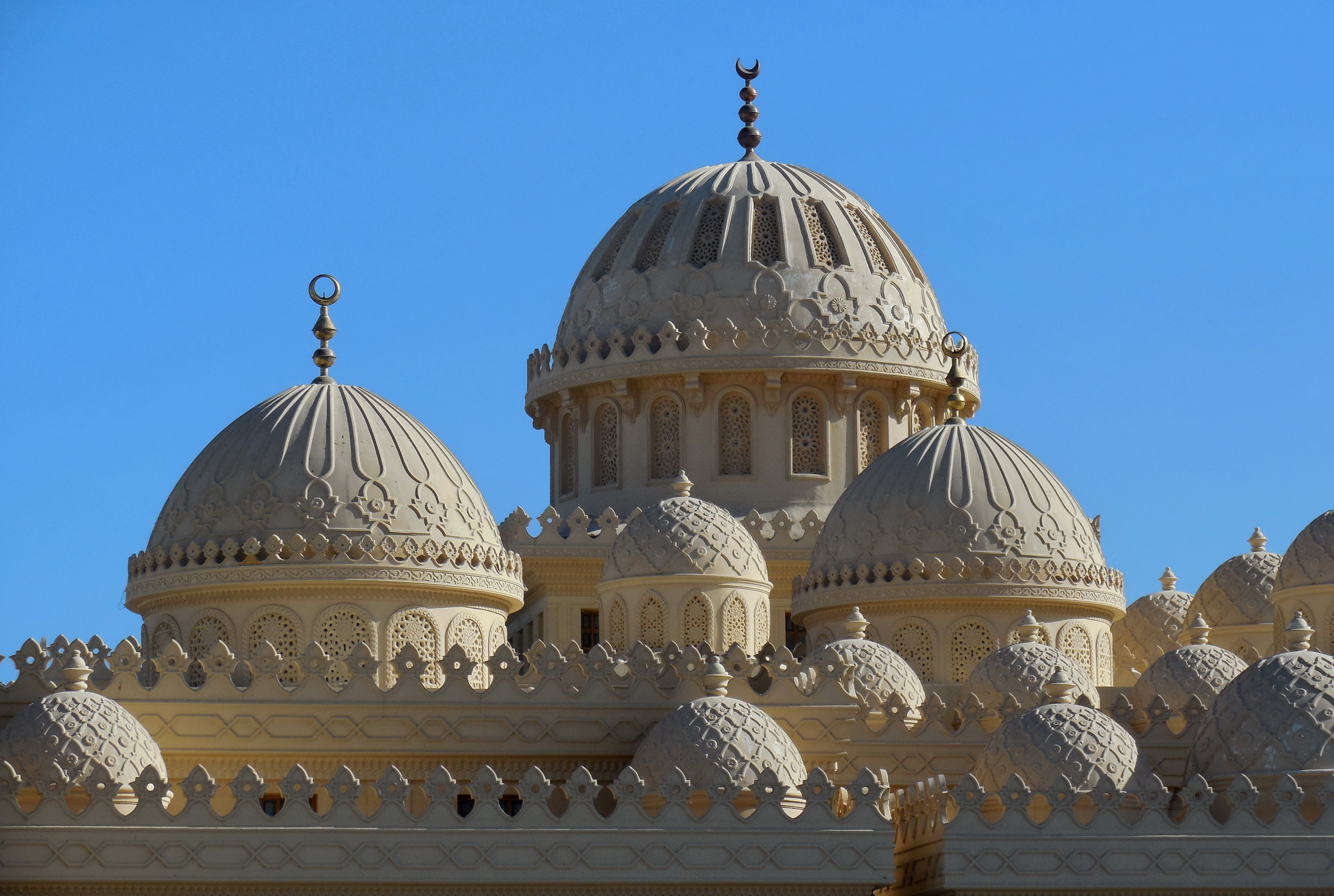
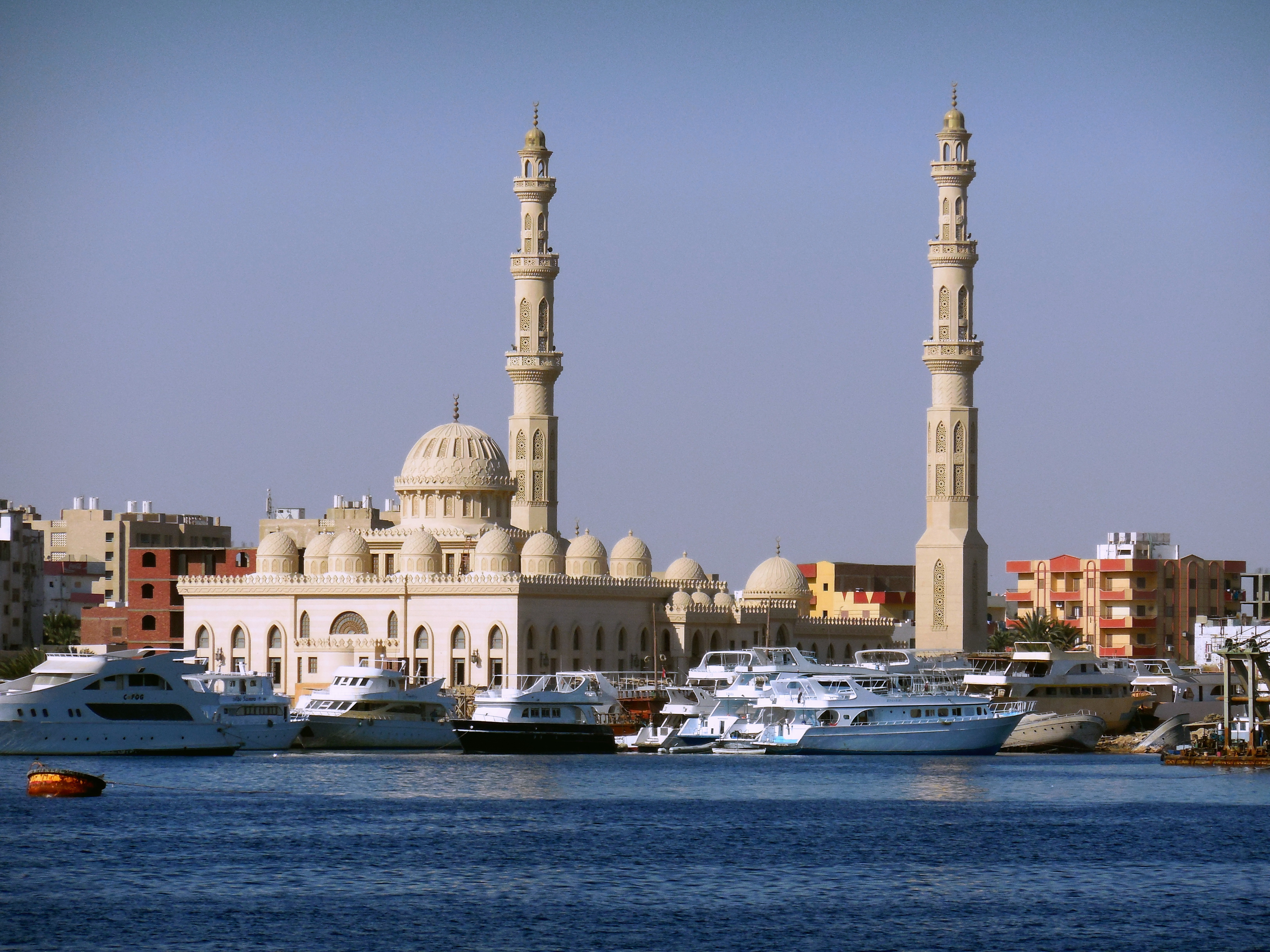
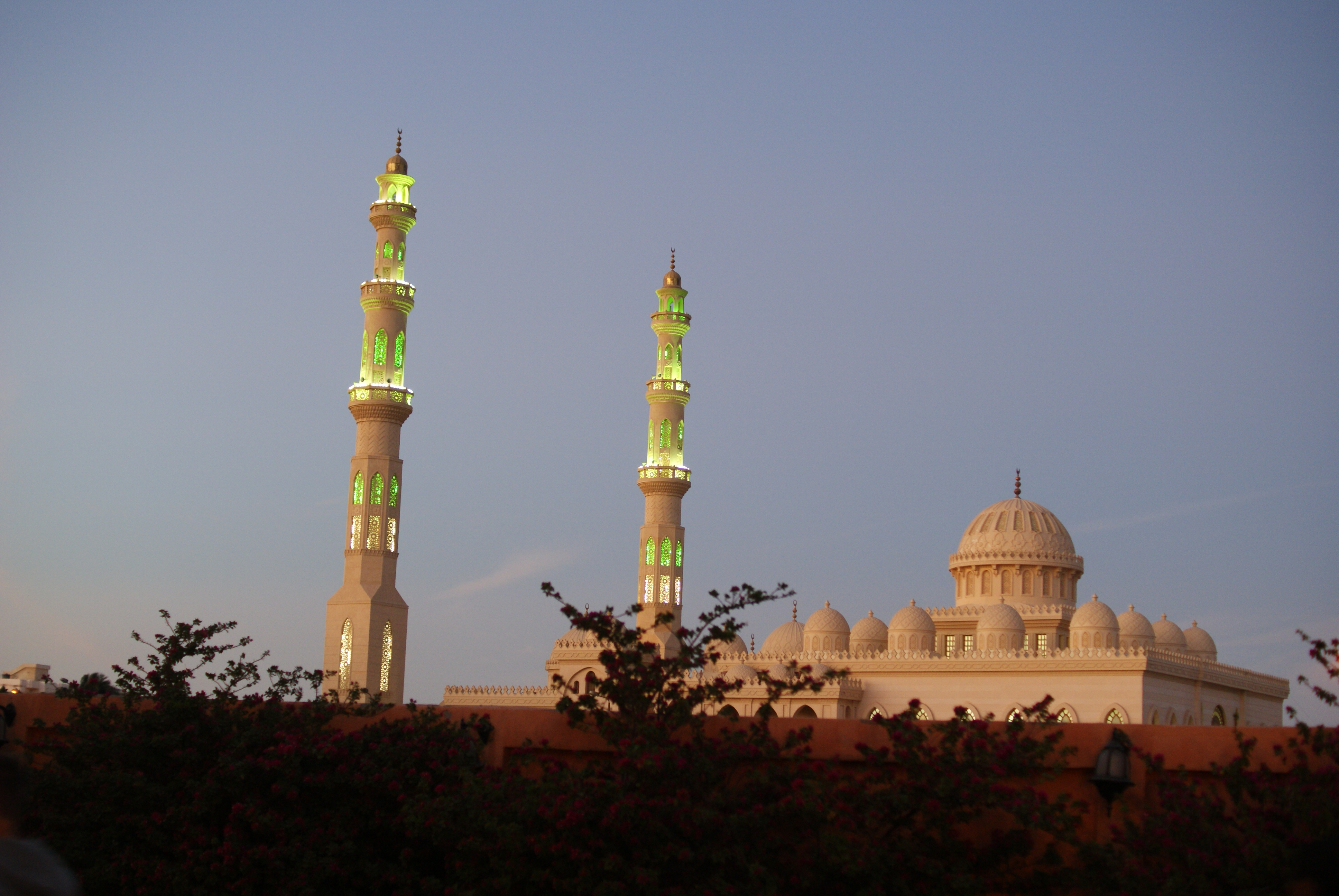
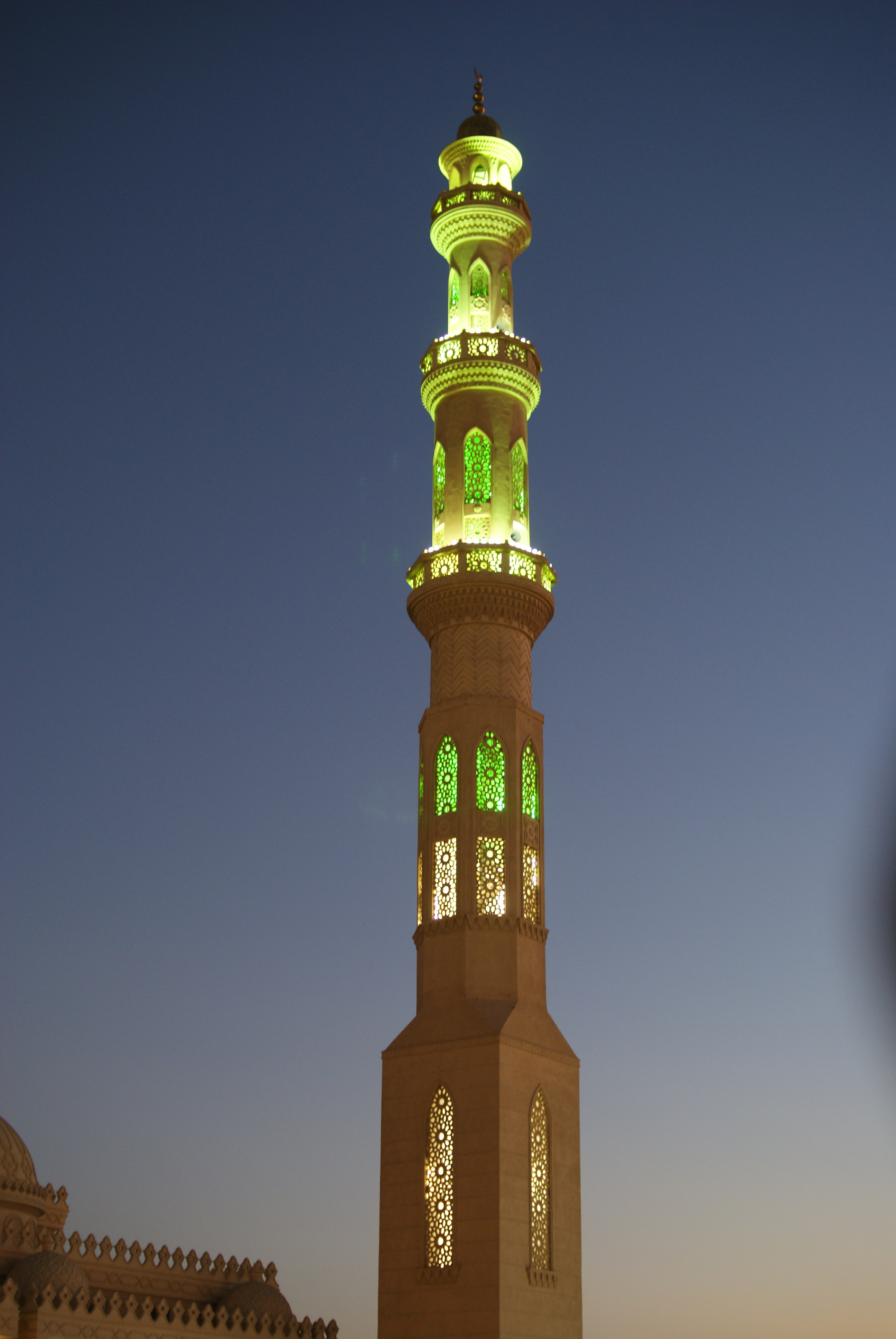